# Joaquim Mendes Moreira Sacadura
Joaquim Mendes Moreira Sacadura (Seia, 30 de Junho de 1899 - Coimbra, 3 de Março de 1970) foi oficial do exército português, atingiu a patente de coronel. Antigo comandante da Escola Prática de Artilharia, de Vendas Novas entre 1956 a 1957.
Foi agraciado, com várias condecorações, nomeadamente nos graus de Oficial, Comendador e Grande Oficial da Ordem Militar de Aviz.

## Condecorações
- Ordem Militar de Aviz

## Ligações externds
- Exército